# Newcastle Challenger 1992
Il Newcastle Challenger 1992 è stato un torneo di tennis facente parte della categoria ATP Challenger Series nell'ambito dell'ATP Challenger Series 1992. Il torneo si è giocato a Newcastle in Gran Bretagna dal 13 al 19 luglio 1992 su campi in erba.

## Vincitori

### Singolare
Greg Rusedski ha battuto in finale  Javier Frana con il punteggio di 6–3, 7–6

### Doppio
Javier Frana /  Christo van Rensburg hanno battuto in finale  Kent Kinnear /  Peter Nyborg con il punteggio di 7–6, 7–6